# Districte de Ludhiana
El districte de Ludhiana és una divisió administrativa del Panjab (Índia), dins la divisió de Patiala, i amb capital a la ciutat de Ludhiana. La superfície és de 3.767 km² i la població segons el cens del 2001 de 3.030.352 habitants. Els rius principals són el Sutlej i el seu afluent el Buda Nala.

## Administració
- Sub - Divisions (Tehsils): 	7
  - Ludhiana East
  - Ludhiana West
  - Jagraon
  - Samrala
  - Khanna
  - Payal
  - Raikot
- Sub - Tehsils 	6
  - Dehlon
  - Koom Kalan
  - Machhiwara
  - Maloud
  - Mullanpur
  - Sidhwan Bet
- Blocks 	12
  - Ludhiana-I
  - Ludhiana-II
  - Dehlon
  - Pakhowal
  - Sudhar
  - Raikot
  - Machhiwara
  - Khanna
  - Jagraon
  - Doraha
  - Sidhwanbet
  - Samrala
- Ciutats	11
- Pobles 915
  - Pobles habitats 896
  - Pobles deshabitats	19
- Gram Panchayts 	875
- Corporacions municipals 1 (Ludhiana)
- Nagar Councils 6
  - Jagraon
  - Raikot
  - Samrala
  - Doraha
  - Payal
  - Khanna
- Nagar Panchayats 	4
  - Machhiwara
  - Mullanpur
  - Maloud
  - Sahnewal

## Història
La ciutat de Ludhiana dataria del final del segle xv sota els Lodis. Els seus antecessors Sayyids havien concedit el principat de Raikot en feu. Sota Akbar el Gran el territori fou part del sarkar de Sirhind però posteriorment els emperadors van cedir la part occidental als rais de Raikot que als primers anys del segle xviii va esdevenir semiindependent.
Ahmad Shah Abdali (Durrani) va ser aturat per les forces imperials prop de Khanna el 1747 però posteriors invasions van sacsejar el poder mogol i els rais van acabar agafant possessió de la ciutat de Ludhiana el 1760. Mentre els sikhs havien esdevingut un poder polític especialment al sud i sud-oest del districte i van ocupar Sirhind i després el tehsil de Samrala; els rais van retenir la major part dels tahsils de Ludhiana i Jagraon. El 1798 el rai era un menor i fou atacat pels sikhs dirigits per Bedi Sahib Singh d'Una, que va assetjar Ludhiana però va aixecar el setge quan el rai va obtenir el suport de George Thomas. Finalment el 1806 Ranjit Singh va creuar el Sutlej en la primera expedició contra els sobirans del Cis-Sutlej i va conquerir els territoris dels rais deixant només un parell de pobles pel manteniment de les dues vídues. El 1809 en la tercera invasió de Ranjit Singh al Cis-Sutlej, va signar un tractat amb els britànics per les que quedaven aturades posterior conquestes però conservava els territoris dominats en les dues primeres expedicions; els estats no annexionats foren posats sota protectorat britànic i un campament militar britànic es va instal·lar a Ludhiana que llavors estava en mans del raja de Jind al que es va compensar amb altres territoris; el 1834 per extinció de la família de Jind, el territori de Ludhiana va passar als britànics per la doctrina del lapse i va formar el nucli del districte (el 1837 el principat de Jind fou restaurat sense aquestos territoris).
A la primera Guerra Sikh la petita guarnició de Ludhiana no va poder impedir l'atac del cap de Ladwa al campament militar (que fou cremat) ni es va poder oposar al pas del Sutlej per Ranjodh Singh. Sir Harry Smith va portar 4.000 a la ciutat després de perdre el seu equipament a la batalla de Baddowal, derrota compensada a la batalla d'Aliwal, prop del Sutlej, en la que Ranjodh Singh fou expulsat a l'altra banda del riu i la part superior del Sutlej va quedar net d'enemics. El 1846 el districte va adquirir bàsicament els límits que va mantenir un segle sota domini britànic en afegir alguns territoris annexionats de la província de Lahore i del sud del Sutlej. Des de llavors la ciutat de Ludhiana no va parar de créixer. El camp militar fou abandonat el 1854. Després de passar a domini britànic va formar part de la divisió d'Ambala i després de la divisió de Jullundur. La superfície era de 3.768 km². La població era:
- 1868: 585.547
- 1881: 618.835
- 1891: 648.722
- 1901: 673.097

El 40% eren hindús, el 35% musulmans i el 24% sikhs. La llengua habitual era el panjabi.
Hi havia 5 ciutats i 864 pobles. Les ciutats i municipalitats eren Ludhiana (la capital), Jagraon, Khanna, Raikot i Macchiwara. Administrativament hi havia tres tahsils:
- Ludhiana
- Jagraon
- Samrala

El tahsil de Ludhiana tenia 1774 km² i població (1901) de 333.337 habitants. La capital del districte i del tehsil era Ludhiana amb 48.649 habitants, i comptava amb altres 432 pobles.
El 1857 el subcomissionat Ricketts, amb alguns soldats, va intentar sense èxit aturar al rebels de Jullundur que marxaven cap a Delhi però va poder impedir més revoltes mercès a l'ajut dels sobirans de Nabha i Maler Kotla. Els gujars musulmans mostraven signes de desafecció però els jats i indis restaven tranquils. El 1872 es va revoltar la secata fanàtica dels kukes, inicialment a Bhaini, en aquest districte; 150 rebels van atacar Malaudh i Maler Kotla però no van trobar suport i aviat foren derrotats; el cap de la secta Ram Singh, fou deportat. Després de la primera Guerra Angloafganesa fou residència de l'emir Shah Shuja i la seva família